# Emma Entzminger
Emma Entzminger, née le 11 janvier 1996 à Victoria, est une joueuse canadienne de softball.

## Carrière
Avec l'équipe du Canada, elle remporte la médaille de bronze du tournoi de softball aux Jeux olympiques d'été de 2020 à Tokyo.